# Thurston End
Thurston End is een gehucht in de civil parish Hawkedon in het Engelse graafschap Suffolk. Thurston End komt in het Domesday Book (1086) voor als 'Thurstanestuna'. Vergunningen voor een markt en een jaarmarkt werden in 1290 verleend.
Het zestiende-eeuwse 'Thurston End Hall' werd in de twintigste eeuw zorgvuldig gerestaureerd en staat op de Britse monumentenlijst.